# Vidal Astori
Vidal Astori, nacido en Valencia en el siglo XV, era un platero y comerciante sefardí. Trabajó para la corte de Fernando el Católico entre 1467 y 1469. Con el tiempo, alcanzaría el prestigioso rango de "platero del rey"; un rango que conservaría después de la unión de Fernando con Isabel de Castilla.

## Biografía y vida de negocios
El lugar de nacimiento de Vidal Astori no está claro, pero probablemente fue la ciudad de Sagunto, donde se encontraba su taller. La judería de Sagunto fue una de las más grandes de Aragón. Esta incluía varias instituciones de beneficencia social y una escuela de estudios talmúdicos, abierta con permiso directo de Doña María; la madre de Fernando.
La población judía local de Sagunto tradicionalmente se había ganado la vida, ya sea mediante la fabricación de lata o la esclavitud, siendo estos los principales negocios que Vidal tomaría durante su vida.
Vidal fue el miembro más prestigioso de una larga tradición de plateros de la fe judía que se remonta a más de un siglo, lo que le valió el título de "Real Platero de Aragón" y la confianza de Fernando.
Durante el matrimonio de Fernando, lo recomendó como rabí de la corte compartida de Isabel y Fernando, en el caso de Fernando contra Abraham Senior.  Fernando estuvo decepcionado cuándo Senior fue elegido, pero eligió respetar la jerarquía interna de las aljamas y aceptó la decisión.
En 1480 recibió un permiso especial del rey Fernando para visitar Castilla y Portugal para hacer negocios tanto en nombre del rey como en su propio nombre.
Estableció a su hijo, Jahuda, como su agente en Portugal, y a su otro hijo, Samuel, como su agente en Valencia. Presumiblemente, exportaron platería y vino Movedre a Portugal, e importaron esclavos negros adquiridos por los comerciantes portugueses en África occidental. La familia Astori vendió 19 esclavos negros entre 1484 y 1485, por un total de 10,575 sous. En 1486, sus negocios se cortaron abruptamente cuando el alguacil general emitió un decreto que prohibía la compra de esclavos africanos a Guinea "para que no se impidiera su cristianización".
Se le menciona en 1487, en un fallo de la corte aragonesa, en el que Mexte, una mujer musulmana, aceptó convertirse en su esclava durante cuatro años a cambio del perdón de algunas deudas que su esposo tenía con la corona.
Vidal también se había convertido en una parte vital del esfuerzo judío para revitalizar económicamente el área del río Palancia. Para 1487, el esfuerzo estaba dando sus frutos y el área se había convertido en una comunidad judía exitosa. La comunidad fue exiliada temporalmente durante dos años por la Inquisición, debido a las tensiones en el Mediterráneo.
Vidal murió en 1490 debido a causas naturales, antes de poder regresar.